# 勝山市立成器西小学校
勝山市立成器西小学校（かつやましりつ せいきにししょうがっこう）は、福井県勝山市昭和町に所在する公立小学校。2014年からユネスコスクール加盟校。勝山市内の他の公立小学校と同様に持続可能な開発のための教育（ESD）に注力している。児童は卒業後、勝山市立勝山中部中学校へ進学する。

## 特色
ユネスコスクール加盟後にはESD教育に注力している。2020年にはホタルが生息する浄土寺川を調査地とし、環境指標生物を用いた水質調査を行った。また同年には、福井県内のIT企業ナチュラルスタイルと連携し、必修化されたプログラミング教育に対応するために点滅信号を作成するプログラムを使って出前講座が開講された。
地域との繋がりという点では、成器西小学校は情報の受信者側にも発信者側にも回っている。2018年には、勝山地区まちづくり協議会が作成した城下町と現在の地図を重ねたクリアファイルが配布され、児童が過去の街並みを確認しながら現在の市街地を探索した。一方で2016年には、勝山市の歴史・自然・グルメなどを盛り込んだ観光パンフレットを6年生が作成し、福井県立恐竜博物館で配布した。
2011年9月30日には、中日新聞などが開催する児童・生徒が育てた花壇を評価するフラワー・ブラボー・コンクールの秋花壇審査にて、成器西小学校の花壇が大賞を受賞した。